# 1987 na televisão
Nesta página encontram-se os fatos, estreias e términos sobre televisão que aconteceram durante o ano de 1987.

## Eventos

### Brasil

#### Janeiro
- 1.º de janeiro
  - É inaugurada a TV O Norte, afiliada da Rede Manchete em João Pessoa, Paraíba.
  - A TV Cabo Branco deixa a Rede Bandeirantes e torna-se afiliada da Rede Globo, além de sair da fase experimental.
  - É inaugurada a TV Paraíba, afiliada da Rede Globo em Campina Grande, Paraíba. A TV Borborema, antiga afiliada da rede, torna-se afiliada da Rede Manchete.
- 2 de janeiro — É inaugurada a TV Cultura do Pará, afiliada da TVE Brasil em Belém, Pará.
- 4 de janeiro — É inaugurada a TV Bandeirantes Brasília, emissora própria da Rede Bandeirantes em Brasília, Distrito Federal.
- 7 de janeiro — A TV Cidade de Fortaleza, Ceará deixa a Rede Bandeirantes e torna-se afiliada do SBT.
- 23 de janeiro — A TV Bahia, então afiliada da Rede Manchete em Salvador, Bahia, se torna afiliada à TV Globo.

#### Fevereiro
- É inaugurada a TV MS, afiliada da Rede Manchete em Campo Grande, Mato Grosso do Sul.

#### Março
- 15 de março
  - É inaugurada a TV Mirante, afiliada do SBT em São Luís, Maranhão.
  - É inaugurada a TV Ponta Negra, afiliada do SBT em Natal, Rio Grande do Norte.

#### Abril
- 4 de abril — O SBT exibe a 34.ª edição do Miss Brasil.

#### Junho
- 1.º de junho — A TV Montes Claros de Montes Claros, Minas Gerais se torna afiliada da Rede Globo.
- 18 de junho — É inaugurada a TV Sudoeste, afiliada da Rede Manchete em Pato Branco, Paraná.

#### Julho
- 6 de julho — Após uma longa batalha judicial com a TV Bahia, a TV Aratu deixa definitivamente a Rede Globo, passando a ser afiliada à Rede Manchete.

#### Agosto
- 1.º de agosto — A TV Minas de Governador Valadares, Minas Gerais passa a se chamar TV Leste, deixando também a Rede Manchete e se afiliando à Rede Globo.
- 3 de agosto — É inaugurada a TVE Paraná, afiliada da TVE Brasil em Curitiba, Paraná.
- 9 de agosto — Na Rede Globo, o Fantástico ganha nova vinheta, logotipo e cenário.

#### Setembro
- 1.º de setembro — É inaugurada a TV Cabugi, afiliada da Rede Globo em Natal, Rio Grande do Norte.

#### Outubro
- A TV Equatorial de Macapá, Amapá deixa a Rede Bandeirantes e torna-se afiliada da Rede Manchete.
- 31 de outubro — É inaugurada a TV Tropical, afiliada da Rede Manchete em Natal, Rio Grande do Norte.

#### Novembro
- 1.º de novembro — É inaugurada a TV Pampa Sul, afiliada da Rede Manchete em Pelotas, Rio Grande do Sul.
- 6 de novembro — É inaugurada a TV Jornal, afiliada da Rede Manchete em Aracaju, Sergipe.

#### Dezembro
- 2 de dezembro — É inaugurada a TV Pampa Cachoeira, afiliada da Rede Manchete em Cachoeira do Sul, Rio Grande do Sul.
- 12 de dezembro — É inaugurada a TV Cabrália, afiliada do SBT em Itabuna, Bahia.

### Estados Unidos

#### Novembro
- 22 de novembro — Ocorre o incidente Max Headroom na WGN-TV e na WTTW de Chicago, Illinois.

## Programas

### Brasil

#### Janeiro
- 2 de janeiro — Termina Uma Odisseia da Turma na Rede Globo.
- 7 de janeiro — Estreia A Vingança no SBT.

#### Fevereiro
- 6 de fevereiro — Termina Só Você no SBT.
- 9 de fevereiro — Reestreia Viviana, em Busca do Amor no SBT.
- 13 de fevereiro — Termina Vida Roubada no SBT.
- 16 de fevereiro
  - Reestreia Jogo do Amor no SBT.
  - Estreia Direito de Amar na Rede Globo.

#### Março
- 14 de março — Termina Clip Clip na Rede Globo.
- 20 de março
  - Termina Tele Tema na Rede Globo.
  - Termina Roda de Fogo na Rede Globo.
- 21 de março — Termina Tudo ou Nada na Rede Manchete.
- 22 de março
  - Estreia A Palavra é Sua na Rede Globo.
  - Estreia da segunda fase do Esporte Espetacular na Rede Globo.
- 23 de março
  - Estreia O Outro na Rede Globo.
  - Estreia Globo Economia na Rede Globo.
- 27 de março — Estreia Praça Brasil na Rede Bandeirantes.
- 28 de março
  - Termina Mania de Querer na Rede Manchete.
  - Estreia Bronco na Rede Bandeirantes.
- 30 de março — Estreia Corpo Santo na Rede Manchete.

#### Abril
- 3 de abril — Termina A Vingança no SBT.
- 6 de abril
  - Estreia Show Maravilha no SBT.
  - Estreia Agildo no País das Maravilhas na Rede Bandeirantes.
- 17 de abril — Termina Hipertensão na Rede Globo.
- 20 de abril — Estreia Brega & Chique na Rede Globo.
- 24 de abril — Termina Livre para Voar no Vale a Pena Ver de Novo na Rede Globo.
- 27 de abril
  - Reestreia Vereda Tropical no Vale a Pena Ver de Novo na Rede Globo.
  - Estreia Mulher 87 na Rede Manchete.

#### Maio
- 7 de maio — Estreia A Praça É Nossa no SBT.
- 8 de maio — Termina Antônio Maria no Romance da Tarde na Rede Manchete.
- 4 de maio — Estreia Helena na Rede Manchete.
- 11 de maio — Reestreia Novo Amor no Romance da Tarde na Rede Manchete.
- 29 de maio — A Rede Globo exibe o especial Antônio Brasileiro.

#### Junho
- 5 de junho — Termina Jogo do Amor no SBT.
- 8 de junho — Reestreia A Justiça de Deus no SBT.
- 12 de junho — Termina Viviana, em Busca do Amor no SBT.
- 15 de junho — Reestreia Cristina Bazán no SBT.
- 22 de junho — Estreia Oradukapeta no SBT.

#### Julho
- 6 de julho — Estreia ZYB Bom no Rede Bandeirantes.
- 24 de julho — Termina A Justiça de Deus no SBT.
- 26 de julho — Termina Programa Silvio Santos na TV Record.
- 27 de julho — Reestreia Uma Esperança no Ar no SBT.
- 31 de julho — Termina Novo Amor no Romance da Tarde na Rede Manchete.

#### Agosto
- 3 de agosto — Reestreia Tudo ou Nada no Romance da Tarde na Rede Manchete.
- 10 de agosto — Estreia Dia Dia na Rede Bandeirantes.
- 11 de agosto — Estreia Perfil na Rede Manchete.

#### Setembro
- 4 de setembro — Termina Direito de Amar na Rede Globo.
- 7 de setembro — Estreia Bambolê na Rede Globo.

#### Outubro
- 2 de outubro — Termina Corpo Santo na Rede Manchete.
- 5 de outubro — Estreia Carmem na Rede Manchete.
- 9 de outubro — Termina O Outro na Rede Globo.
- 12 de outubro — Estreia Mandala na Rede Globo.
- 23 de outubro — Termina Vereda Tropical no Vale a Pena Ver de Novo na Rede Globo.
- 26 de outubro — Reestreia Amor com Amor Se Paga no Vale a Pena Ver de Novo na Rede Globo.

#### Novembro
- 6 de novembro — Termina Brega & Chique na Rede Globo.
- 7 de novembro — Termina Helena na Rede Manchete.
- 9 de novembro — Estreia Sassaricando na Rede Globo.
- 13 de novembro — Termina Cristina Bazán no SBT.
- 16 de novembro
  - Reestreia Estranho Poder no SBT.
  - Estreia A Rainha da Vida na Rede Manchete.

#### Dezembro
- 4 de dezembro — Termina A Rainha da Vida na Rede Manchete.
- 15 de dezembro — Termina Viva o Gordo na Rede Globo.
- 18 de dezembro
  - Termina Uma Esperança no Ar no SBT.
  - O SBT exibe o especial Uma Noite em Portugal com Roberto Leal.
- 21 de dezembro — Reestreia O Anjo Maldito no SBT.
- 29 de dezembro — A Rede Globo exibe o Roberto Carlos Especial.

### Estados Unidos

#### Setembro
- 22 de setembro — Estreia Full House (no Brasil: Três é Demais) na ABC.

## Nascimentos
| Data            | Nome                 | Profissão                 | Nacionalidade  | Observações | Ref |
| --------------- | -------------------- | ------------------------- | -------------- | ----------- | --- |
| 17 de fevereiro | Ísis Valverde        | atriz                     | Brasil         |             |     |
| 21 de fevereiro | Elliot Page          | ator                      | Canadá         |             |     |
| 28 de fevereiro | Stephanie Sigman     | atriz                     | México         |             |     |
| 11 de março     | Estefania Villarreal | atriz e cantora           | México         |             |     |
| 19 de março     | Ícaro Silva          | ator                      | Brasil         |             |     |
| 19 de março     | Greta Antoine        | atriz                     | Brasil         |             |     |
| 29 de março     | Gustavo Leão         | ator                      | Brasil         |             |     |
| 9 de abril      | Rômulo Arantes Neto  | ator                      | Brasil         |             |     |
| 14 de abril     | Cristiana Peres      | atriz                     | Brasil         |             |     |
| 26 de abril     | Giselle Medeiros     | atriz                     | Brasil         |             |     |
| 27 de abril     | William Moseley      | ator                      | Reino Unido    |             |     |
| 12 de maio      | Felipe Roque         | ator e modelo             | Brasil         |             |     |
| 18 de maio      | Luisana Lopilato     | atriz e cantora           | Argentina      |             |     |
| 14 de junho     | Marta Andrino        | atriz                     | Portugal       |             |     |
| 19 de junho     | Sthefany Brito       | atriz                     | Brasil         |             |     |
| 22 de junho     | Lee Min-ho           | ator, cantor e modelo     | Coreia do Sul  |             |     |
| 5 de julho      | Ji Chang-wook        | ator                      | Coreia do Sul  |             |     |
| 10 de julho     | Luan Ferreira        | ator                      | Brasil         |             |     |
| 24 de julho     | Rainer Cadete        | ator                      | Brasil         |             |     |
| 24 de julho     | Gabriela Moreyra     | atriz                     | Brasil         |             |     |
| 11 de agosto    | Jonatas Faro         | ator                      | Brasil         |             |     |
| 19 de agosto    | Manny Jacinto        | ator                      | Filipinas      |             |     |
| 25 de agosto    | Liu Yifei            | atriz                     | China          |             |     |
| 7 de setembro   | Evan Rachel Wood     | cantora e atriz           | Estados Unidos |             |     |
| 11 de setembro  | Tyler Hoechlin       | ator                      | Estados Unidos |             |     |
| 14 de setembro  | Raquel Villar        | atriz                     | Brasil         |             |     |
| 19 de setembro  | Danielle Panabaker   | atriz                     | Estados Unidos |             |     |
| 22 de setembro  | Tom Felton           | ator                      | Reino Unido    |             |     |
| 28 de setembro  | Hilary Duff          | atriz e cantora           | Estados Unidos |             |     |
| 1 de outubro    | Matthew Daddario     | ator                      | Estados Unidos |             |     |
| 23 de outubro   | Miyu Sawai           | atriz, cantora e modelo   | Japão          |             |     |
| 5 de novembro   | Kevin Jonas          | cantor, compositor e ator | Estados Unidos |             |     |
| 25 de novembro  | Adriana Birolli      | atriz                     | Brasil         |             |     |
| 2 de dezembro   | Elisa Veeck          | atriz e apresentadora     | Brasil         |             |     |
| 4 de dezembro   | Orlando Brown        | ator e cantor             | Estados Unidos |             |     |
| 20 de dezembro  | Felipe de Carolis    | ator e produtor           | Brasil         |             |     |

## Mortes
| Data         | Nome          | Profissão                        | Nacionalidade  | Observações | Ref   |
| ------------ | ------------- | -------------------------------- | -------------- | ----------- | ----- |
| 26 de junho  | Sonia Ribeiro | radialista e apresentadora de TV | Brasil         | n. 1930     |       |
| 19 de agosto | Hayden Rorke  | ator                             | Estados Unidos | n. 1910     | [ 1 ] |